# Wilde Gera (Erfurt)
Wilde Gera ist die Bezeichnung für einen Flussarm der Gera im Erfurter Stadtgebiet. 

## Historischer Verlauf bis 1898
Sie zweigte ursprünglich als eigenständiger Arm im Viertel Brühl vom Walkstrom der Gera ab und führte im Bogen östlich am Stadtkern vorbei. Dabei verlief sie als Graben vor der inneren Mauer der Stadtbefestigung. Im Bereich des Venedig im Norden der Altstadt vereinte sie sich mit dem Breitstrom. 1898 wurde die Wilde Gera nach dem Ausbau des Flutgrabens zugeschüttet. Auf ihr legte man die erste Erfurter Ringstraße an, den heutigen Juri-Gagarin-Ring.

## Heutiger Verlauf der Wilden Gera in Erfurt
Die Wilde Gera  (GKZ 564272) zweigt gegenüber dem Dreienbrunnenbad etwa 80 m nordöstlich des Drei Quellen Brunnes beim Dendrologischen Garten links von der Gera  (GKZ 5642) ab. Der Hauptstrang wird ab dort als Gera-Flutgraben (GKZ 5642) oder weiterhin als Gera bezeichnet. Gut hundert Meter südlich der Espachstraße  zweigt rechts von der Wilden Gera der Walkstrom (GKZ 5642724) ab. Die Wilde Gera oder auch Bergstrom (GKZ 564272) genannt, läuft nun nordwärts und wird auf ihrer linken Seite vom Eselsgraben (GKZ 5642722) gespeist. Sie wendet sich nach Nordosten und unterquert die Straße des Friedens, kurz danach die Bonemilchstraße. Sie fließt nun wieder mehr nach Norden und wird von der Bonemilchstraße begleitet. Kurz vor der Maximilian-Welch-Straße biegt sie nach Nordosten ab und verschwindet beim Theater kurz in den Untergrund, um gleich darauf östlich des Theaterplatzes wieder an der Oberfläche aufzutauchen. Sie schlägt nun einen sanften Bogen nach Südosten, quert dann zunächst die Mainzerhofstraße, kurz danach südlich des Domes die Stiftgasse und die Lange Brücke und vereinigt sich dann westlich der Meister-Eckehart-Straße wieder mit dem Walkstrom.  Die nunmehr merklich breitere Wilde Gera fließt ab hier in einen Bogen nach Norden. Südlich der Rathausbrücke zweigt ein namenloser Arm nach links ab, der kurz vor der Augustinerstraße wieder in die Wilde Gera zurückfließt. Ab hier wird das Gewässer auch Breite Strom genannt. Südlich von Klein-Venedig zweigt von der Wilden Gera, diesmal rechts, die Schmale Gera    (GKZ 564348) ab; ein linker Arm von dieser vereinigt sich dann wieder mit der Wilden Gera. Die Wilde Gera quert noch die Schlüterstraße, die Leopoldstraße und die Talstraße und mündet dann schließlich auf der Höhe der Waldemarstraße von links in die Gera. 